# 特里爾主教座堂
聖彼得主教座堂（德語：Hohe Domkirche St. Peter）是羅馬天主教特里爾教區的主教座堂，長112.5（369英尺），寬41（135英尺），位於德國特里爾，也是德國境內最老的主教座堂，長壽的建築經歷了十數世紀，揉合了不同世代的設計元素。1986年與特里爾其他古羅馬遺址共同成為聯合國教科文組織指定的世界文化遺產。

## 历史
根据兰斯僧侣 Altman of Hautvillers 的叙述，皇后海伦娜（古罗马第一个基督教皇帝康斯坦丁的生母）把她住宅的一部分遗留下来建造一座主教教堂，并命名为圣彼得（St. Peter）。其他的一些故事告诉我们主教 Agritius 把“海伦娜 的住宅”变成了一座教堂。考古研究证实主教座堂下面有一处遗址，并且保存着一个 70 平方米的屋顶壁画。我们能在主教教堂博物馆看到重新拼接的壁画，这是晚期罗马壁画的实例。

### 阿尔卑斯山以北基督教的起点：基督教群体的第一个教堂
基督教社群于公元 270 年左右出现在特里尔。最早的主教为 Eucharius，Valerius 和 Maternus。最先的集会地点可能是在城墙里的一个住宅教堂。311年的宽容法案（Edict of Tolerance）和康斯坦丁大帝（Emperor Constantine）与米兰的李西尼乌斯（Licinius in Milan）在313年达成的共识保证了持续至今的基督教信仰自由。在主教 Agritius 时期（最早的记载是公元314年）一个大型的巴西利卡（basilica）在一座房屋的基础上被建造起来。
在主教 Maximinus（329年至346年）时期，最初的巴西利卡被向北，向东扩建，成为一座巨大的教堂复合体（church complex）：包括四座巴西利卡、一座洗礼池和许多附属建筑。特里尔的教堂复合体成为四世纪最大的教堂复合体之一。在公元340年以后，正方广场，一个新建筑在主教座堂的区域建设起来。它的外墙至今仍是主教座堂的核心部分。

### 中世纪的主教座堂
古老的教堂综合体在5世纪前半期的日尔曼民族大迁移的混乱中被摧毁。主教 Nicetius（去世于561年）用“意大利泥瓦匠”重建了正方广场和一部分教堂的北部。维京人在882年的入侵带来了一次新的毁坏。在大主教 Egbert（去世于993年）就职之后，只有大主教 Poppo von Babenberg（去世于1047年）及其继任者能够完成对教堂的翻新，包括地窖和新的西部：一个撒利－法兰克建筑的杰作。在1196年，在原来罗马方形广场建筑的东围墙上建造了新的罗马风格的唱诗席及其地下室。接着，在主教座堂建造了一个圆顶。在13世纪，新的圣母堂在原来被摧毁的南教堂上建造起来。教堂的回廊也在那个时候被建立起来的。在大主教 Balduin（去世于1354年）时期建造了两座修长的东塔楼。但是西南塔楼直到1515年才被建立起来。教堂内部的重要的中世纪装饰元素被保留下来：唱诗席的墙壁，墓碑，建筑雕塑。那些墓碑告诉我们，在中世纪，这座主教座堂是中世纪特里尔主教的墓葬地。

### 巴洛克时期的主教座堂

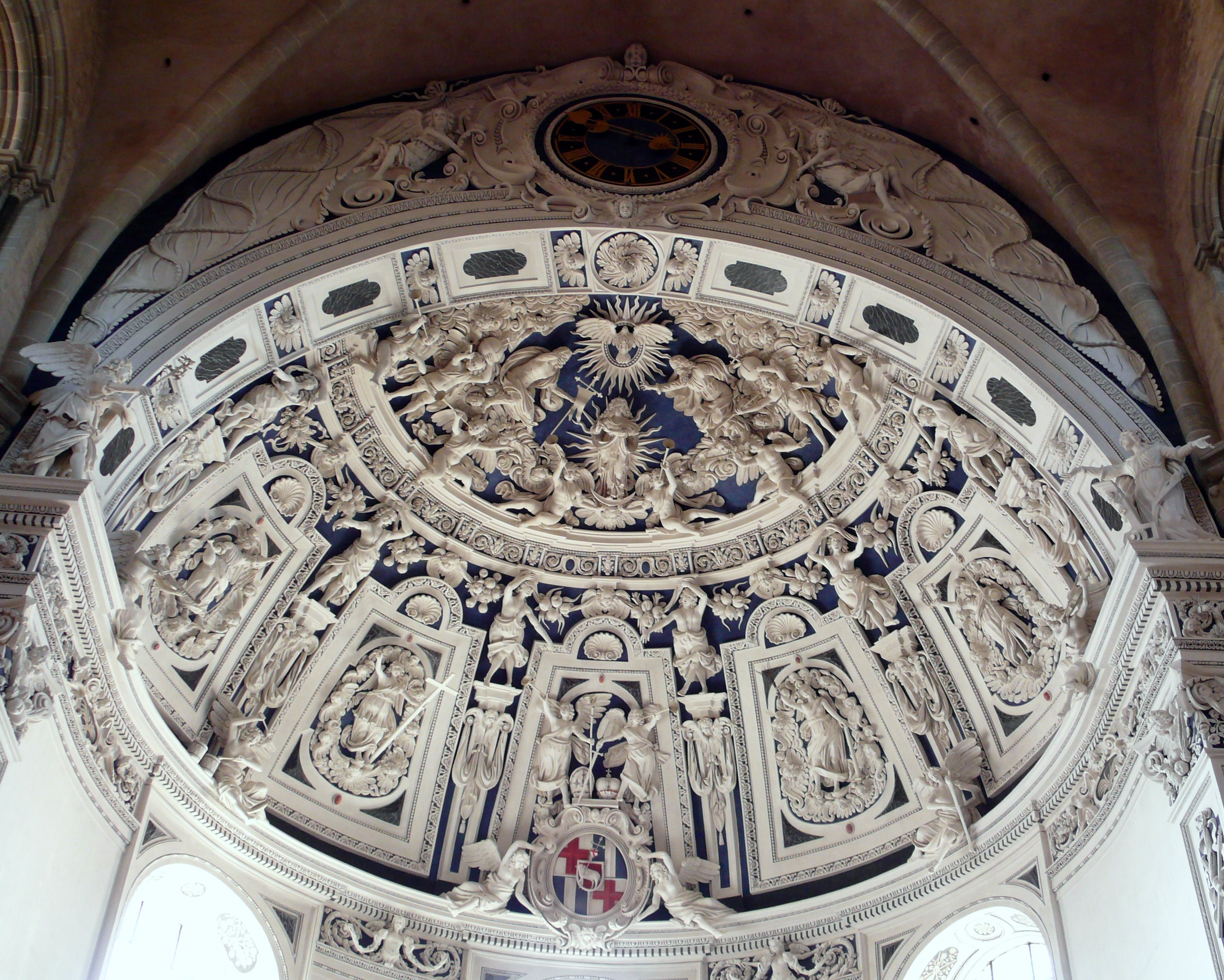
装饰有巴洛克式雕塑的西穹顶

三十年战争结束后，大主教 Carl Casper von der Leyen（去世于1676年）开始翻新主教座堂。他的继任者，大主教 Johann Hugo von Orsbeck（去世于1711年）在东边罗马式唱诗席上建设了祭坛结构，并且在东唱诗席的中后部修建了遗迹小礼拜堂（大约1700年）,这里供奉着圣袍（Holy Robe）——相传是耶稣基督的外衣。1717年教堂遭受大火之后，大规模的改造成为必须。在18世纪，主教座堂的改建包括了：新的祭坛，巴洛克式墓碑，一个熟铁制作的唱诗席屏风和一个“燕巢”管风琴。

### 主教座堂的今天：一个活跃的信仰中心
早在19世纪，最初旨在回复主教座堂中世纪面貌的大规模修复就开始了。最后的对主教座堂的重修在1960年到1974年。不仅大面积的翻新了建筑，而且主教座堂的内部也重新构思了。根据梵蒂冈第二届大公会议（The Second Vatican Council）的礼拜仪式章程，祭坛区域被重新设计。在1974年5月1日，新的祭坛被宣布为圣地，主教座堂对信徒开放。

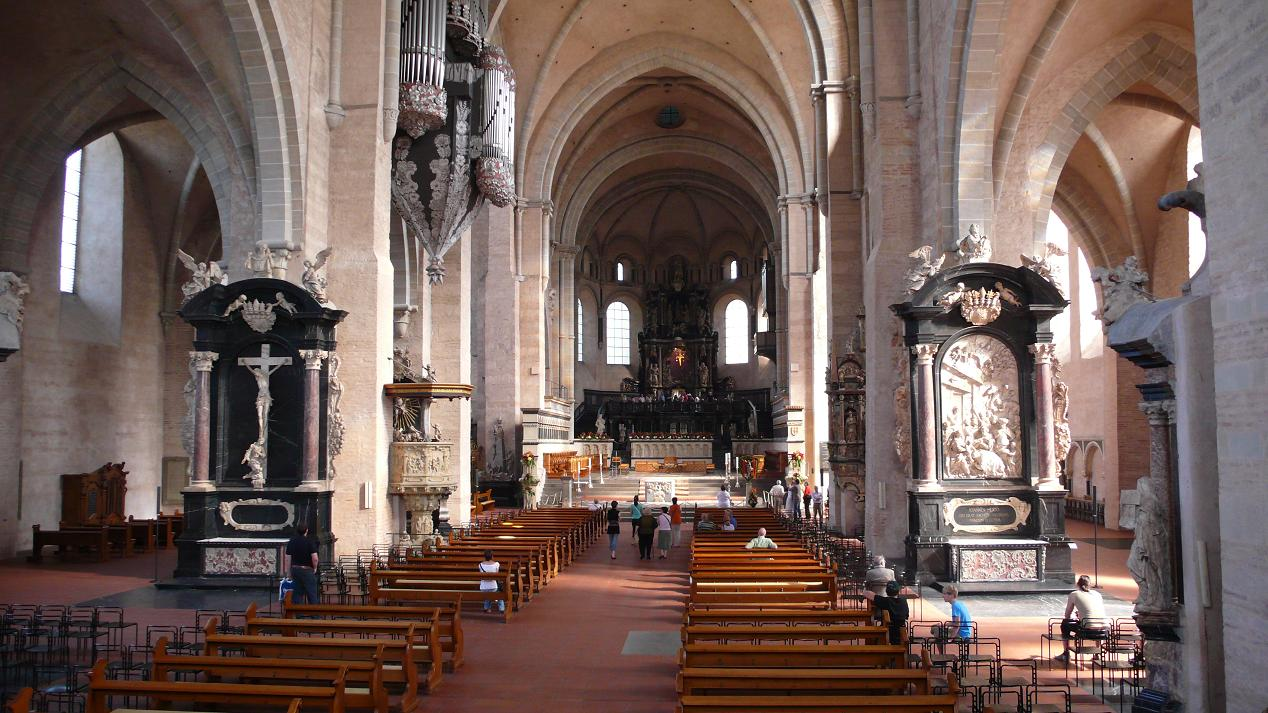
2008年特里尔主教座堂内部

## 遗迹

### 圣袍
特里尔主教座堂中最珍贵的遗迹是圣袍——基督的外衣。根据基督教传说，皇帝的遗孀海伦娜把这件没有缝合缝的基督的袍子带到了特里尔。这个圣袍第一次被提及是在11世纪，文献对圣袍的历史的确切记载始于12世纪。1196年5月1日，圣袍被从西唱诗席（west choir）移到东唱诗席的新圣坛。
对圣袍的朝拜：1513, 1514, 1515, 1516, 1517, 1524, 1538, 1545, 1655, 1810, 1844, 1891, 1933, 1959, 1996，2012。下一次的朝拜时间还不确定，预计是在2033年。
自主教座堂1974年翻新以后，圣袍被从一直保存它的木质圣物箱（自从1891年）移动到了装有空调装置的玻璃圣物箱。最近一次大朝拜是2012年4月13日到5月132日，那是所有信徒的节日。每年仅在圣袍日，遗迹小礼拜堂才对公众开放，但是圣袍不做展出。圣袍的原始状态已经被改变了，因为过去的事件和不理想的存储条件，圣袍被频繁的修补。
圣袍真实性的问题不能确切的回答。对于信徒来说，象征意义是重要的：这件遗物象征耶稣基督自己，象征他化为肉身和他生命中其他的事件，直到他被钉上十字架和他的去世。这件完好的圣袍象征了基督教的完整，就像特里尔朝圣的祈祷者祈祷的：“耶稣基督，救世主，宽恕我们和这个世界，留心您的教堂让那些分裂的重新走到一起。”

## 特里爾其他文化遺產
- 尼格拉城門 (Porta Nigra)
- 特里爾圓形劇場 (Amphitheater)
- 凱撒浴場 (Kaiserthermen)
- 康士坦丁-巴希里卡 (Konstantin-Basilika)
- 芭芭拉浴場 (Barbarathermen)
- 罗马桥 (Römerbrücke)
- 伊格勒柱 (Igeler Säule)
- 親愛聖母教堂 (Liebfrauenkirche)